# Championnats d'Asie juniors d'athlétisme 2018
Navigation
2016 2020
La 18e édition des Championnats d'Asie juniors d'athlétisme se déroule à Gifu au Japon du 7 au 10 juin 2018. 

## Résultats

### Hommes
| Event            | Or                                                                           | Or                     | Argent                                                                           | Argent                   | Bronze                                                                      | Bronze                  |
| ---------------- | ---------------------------------------------------------------------------- | ---------------------- | -------------------------------------------------------------------------------- | ------------------------ | --------------------------------------------------------------------------- | ----------------------- |
| 100 m            | Lalu Muhammad Zohri (INA)                                                    | 10 s 27                | Daisuke Miyamoto (JPN)                                                           | 10 s 35                  | Muhammad Ismail (MAS)                                                       | 10.46                   |
| 200 m            | Wei Tai-Sheng (TPE)                                                          | 21 s 05                | Shin Minkyu (KOR)                                                                | 21 s 06                  | Jasuteinjunoei Tsukamoto (JPN)                                              | 21 s 09 (PB)            |
| 400 m            | Aruna Dharshana (SRI)                                                        | 45 s 79 (CR, NJR)      | Pasindu Kodikara (SRI)                                                           | 46 s 96                  | Shuji Mori (JPN)                                                            | 47 s 08                 |
| 800 m            | Anu Kumar (IND)                                                              | 1 min 54 s 11          | Abdolrahim Dorzadeh (IRI)                                                        | 1:54.23                  | Fuki Torii (JPN)                                                            | 1:54.55                 |
| 1 500 m          | Saife Saifeldin (QAT)                                                        | 3 min 49 s 30          | Reito Hanzawa (JPN)                                                              | 3:49.66                  | Hussein Lafta (IRQ)                                                         | 3:49.75                 |
| 5 000 m          | Ajeet Kumar (IND)                                                            | 14 min 15 s 24 (PB)    | Ren Tazawa (JPN)                                                                 | 14:17.26                 | Seyedamir Zamanpour (IRI)                                                   | 14:25.25 Modèle:AthAbbr |
| 10 000 m         | Suolang Cairen (CHN)                                                         | 30 min 1 s 51 (PB)     | Yuhi Nakaya (JPN)                                                                | 30:04.24                 | Kartik Kumar (IND)                                                          | 30:05.30 (PB)           |
| 110 m haies      | Lu Hao-Hua (TPE)                                                             | 13 s 61 (PB)           | Rikuto Higuchi (JPN)                                                             | 13 s 71                  | David Yefremov (KAZ)                                                        | 13 s 81                 |
| 400 m haies      | Yusuke Shirao (JPN)                                                          | 50 s 52                | Bassem Hemeida (QAT)                                                             | 50 s 55                  | Mahdi Pirjahan (IRI)                                                        | 51.18 (PB)              |
| 3 000 m steeple  | Saife Saifeldin (QAT)                                                        | 8 min 51 s 97          | Takumi Yoshida (JPN)                                                             | 8:52.79                  | Nguyen Trung Cuong (VIE)                                                    | 8:59.32 (PB)            |
| Marche 10 000 m  | Gong Hao (CHN                                                                | 42 min 47 s 98         | Sho Sakazaki (JPN                                                                | 42:53.56                 | Kim Min-gyu (KOR)                                                           | 43:06.89                |
| Relais 4 × 100 m | Yuki Takagi Daisuke Miyamoto Satoru Fukushima Jasuteinjunoei Tsukamoto (JPN) | 39 s 65                | Lin Yu-Tang Wei Tai-Sheng Lu Hao-Hua Yeh Shou-Po\|TPE                            | 39 s 72                  | Prajwal Ravi Akash Kumar Nithin Balakumar Gurindervir Singh\|IND            | 40.75                   |
| Relais 4 × 400 m | Pabasara Niku Pasindu Kodikara Ravishka Indrajith Aruna Dharshana\|SRI       | 3 min 8 s 70           | Potchara Petchkaew Thipthanet Sripha Yanakorn Munrot Phitchaya Sunthonthuam\|THA | 3 min 9 s.20             | Luqmanual Khairul Akmal Muhammad Suhaimi Safwan Saifuddin Abdul Roslan\|MAS | 3:09.60                 |
| Hauteur          | Kyohei Tomori (JPN)                                                          | 2,16 m Modèle:AthAbbr  | Nuh Anuh\|QAT                                                                    | 2,14 m                   | Zhang Hao (CHN)                                                             | 2,12 m                  |
| Perche           | Shunto Ozaki (JPN)                                                           | 5,20 m (PB)            | Idan Richsan\|INA                                                                | 5,15 m                   | Kasinpob Chomchanad\|THA                                                    | 5,00 m                  |
| Longueur         | Yugo Sakai (JPN)                                                             | 7,61 m                 | Zhou Keqi (CHN)                                                                  | 7,54 m                   | M. Sreeshankar (IND)                                                        | 7,47 m                  |
| Triple saut      | Kamalraj Kanagaraj\|IND                                                      | 15,75 m                | Yu Gyu-min\|KOR                                                                  | 15,56 m Modèle:AthAbbr   | Shunsuke Izumiya (JPN)                                                      | 15,47 m                 |
| Poids            | Moaaz Ibrahim\|QAT                                                           | 18,57 m Modèle:AthAbbr | Yeo Jin-seong\|KOR                                                               | 18,25 m                  | Ashish Bhalothia\|IND                                                       | 18,22 m Modèle:AthAbbr  |
| Disque           | Hossein Rasouli\|IRI                                                         | 62,29 m Modèle:AthAbbr | Mohamed Ibrahim Moaaz (QAT)                                                      | 61,50 m                  | Kosei Yamashita\|JPN                                                        | 56,51 m                 |
| Marteau          | Ashish Jakhar (IND)                                                          | 76,86 m (PB)           | Damneet Singh (IND)                                                              | 74,08 m (PB)             | Masanobu Hattori (JPN)                                                      | 69,34 m                 |
| Javelot          | Liu Zhekai\|CHN                                                              | 70,53 m                | Masafumi Azechi\|JPN                                                             | 68,76 m                  | Kentaro Nakamura\|JPN                                                       | 65,36 m                 |
| Décathlon        | Wang Chen-Yu (TPE)                                                           | 7 200 pts (PB)         | Wang Yu-Shiang (TPE)                                                             | 6 704 pts Modèle:AthAbbr | Rin Haraguchi (JPN)                                                         | 6 693 pts               |